# دعيكان
دعيكان قرية سعودية، في محافظة المويه بمنطقة مكة المكرمة، تقع في شرق مدينة الطائف بمسافة نحو () كم.

## الموقع
دعيكان قرية تقع شمال شرق مركز ظلم التابع لمحافظة الطائف، ويبعد دعيكان عن ظلم حوالي 100 كم ويبلغ عدد سكانها 4670 نسمة.

## التاريخ
سكان دعيكان من قبيلة الغنانيم واحدهم يسمى غنامي وهم من ذوي عطية من الروقة من عتيبة.
كانت بدايه البناء في دعيكان في عهدالملك عبد العزيز حيث بنا عبد الله بن شلاح الغنامي عدة غرف خاصة به وبنا حوله احدجماعته وهو عبيدان بن صالح الغنامي والجميع من فخذ البتارين من العضبان من الغنانيم ولكن تلك الغرف اوالحجر في لهجة أهل المنطقة تركت وفي عام 1400 ه‍.
بدات قبيلة الغنانيم البناء في اسفل وادي دعيكان قرب ابار دعيكان الذي تمتلكه القبيلة منذو أكثر من 200 عام ودعيكان الآن فيه حوالي 300 بيت ويوجد به مدراس ابتدائية للبنين والبنات.
وادي دعيكان وفير المياه واهله عرفوا بالكرم وعزة النفس وعدم بيع الماء حيث انهم يأنفون ذلك وقد قام سكان دعيكان بحفر الابار وتركيب الغطاسات والمكائن خدمة لجميع البادية دون مقابل وقد مدحهم كثير من الشعراء حيث قال
الشاعر جبار بن مطيحن السبيعي

| لعل وابل السيل يسقي دعيكان |  | عد يديرونه رجال الغنانيم |
| كلن يقول اشرب شراب بصفطان  |  | ماحط فيها حق ديزل وبنزيم |

وقال فارس ناشي العاكور الخراصي

| وردت عد مكملين المواجيب       |  | دعيكان عد متيهين الجهامي  |
| دعيكان عد اهل الصخى والتراحيب |  | ياجعل يسقيه المطر كل عامي |

وقال عبد ربه بن عتيق العازمي العتيبي

| الشكر لله ثم لهالي دعيكان |  | اهل البيوت العامرات الضليله |
| لاقيل منهم قلت علم وبرهان |  | هم مذخرت غنام عز القبيله    |

وغيرهم كثيرمن الشعراء الذين ذكرو ومدحوا أهل دعيكان
ويسكن دعيكان الآن البتارين وهم الغالبية فيه.وبعض الوباصين وهم شيوخ الغنانيم وكذلك ذوي جبار وقليل من ذوي سنان والمشاخصه واغلب الغنانيم يملكون آبار دون البنا عليها في دعيكان ودعيكان من أفضل المناطق الرعوية للإبل وفي جنوبه الدعيكه المرتع المفضل لاهل الإبل وفي الدعيكة بئر قديمه للفارس ضيف الله الكعاري الغنامي تسمى باسمه الكعارية